# Codex Tischendorfianus III
Der Codex Tischendorfianus III (Gregory-Aland no. Λ oder 039; von Soden ε 77) ist eine griechische Handschrift des Neuen Testaments, die auf das 9. Jahrhundert datiert wird.

## Inhalt
Die Handschrift besteht aus dem Evangelium nach Lukas und dem des Johannes auf 157 Pergamentblättern. Das Format ist 21 × 16,5 cm, der Text steht in zwei Spalten mit 23 Zeilen. Die Unzialbuchstaben sind klein, nicht schön und geneigt. Die Buchstaben werden als slawische Unzialen bezeichnet. Akzente sowie Spiritus asper und lenis sind vorhanden.
Sie enthält κεφαλαια, τιτλοι, Ammonianische Abschnitten, Eusebischer Kanon, und Lektionar-Markierungen.

## Text
Der griechische Text des Codex repräsentiert den byzantinischen Texttyp. Der Text des Codex wird der Kategorie V zugeordnet.

## Geschichte
Konstantin von Tischendorf brachte diese Handschrift im Jahre 1853 aus dem Osten und trug sie nach Oxford.
Der Codex wird in der Bodleian Library (Auctarium T. infr 1.1) in Oxford verwahrt.